# Alfred Brian Pippard
Ne doit pas être confondu avec Alfred Pippard.
Alfred Brian Pippard (7 septembre 1920 à Earl's Court, Londres- 21 septembre 2008 à Cambridge) est un physicien anglais spécialiste de la supraconductivité. Professeur de la chaire Cavendish de Cambridge, ses travaux ont été couronnés du prix Holweck.

## Biographie
Pippard fit ses études à Clifton College et à Clare College (Cambridge), où il passa sa maîtrise et sa thèse de doctorat. Affecté à la recherche sur le radar pendant la Deuxième guerre mondiale, il travailla comme préparateur à l'Université de Cambridge en 1946, devint maître de conférences en 1950, et titulaire de la chaire Plummer en 1960. En 1971 il accéda à la prestigieuse chaire Cavendish de Cambridge.
La surface de Fermi d'un métal n'était encore qu'une simple hypothèse de travail lorsqu'en 1957 Pippard en mit une en évidence expérimentalement sur le cuivre, en mesurant les flux absorbés et réfléchis de micro-ondes (voir pseudo-effet de peau). Cherchant à résoudre la question de l'invariance locale des équations de London, qui interviennent dans l'électrodynamique des superfluides et des supraconducteurs,, il formula la notion de longueur de cohérence. Le noyau non-local proposé par Pippard,,, inspiré par la généralisation non-locale de la loi d'Ohm par Chambers, peut se déduire de la théorie BCS (Bardeen, Cooper et Schrieffer) de la supraconductivité. Cette théorie de London–Pippard est exposée en détail dans le livre de Fetter et Walecka.
Pippard a dirigé la thèse (1964) de Brian David Josephson, découvreur de l'Effet Josephson et co-lauréat du prix Nobel en 1973 aux côtés de Leo Esaki et d'Ivar Giaever.

## Œuvres
- A. B. Pippard, Elements of Classical Thermodynamics for Advanced Students of Physics, Cambridge University Press, 1957 (ISBN 0-521-09101-2). Ce manuel, consacré à la thermodynamique macroscopique, examine davantage l'application des concepts énergétiques aux différents domaines de la physique, plutôt que la structure formelle de la cette branche de la physique
- (en coll. avec Laurie M. Brown et Abraham Pais) Twentieth Century Physics (Institute of Physics Publishing, 1995): Vol. I, 808 p.,  (ISBN 0-7503-0353-0), Vol. II, 808 p.,  (ISBN 0-7503-0354-9), Vol. III, 960 p.,  (ISBN 0-7503-0355-7).
- A. B. Pippard, Cavendish Problems in Classical Physics(Cambridge University Press, 1962 et 1971) sont les recueils des sujets d'examen qu'il donnait à Cambridge sous le titre Cavendish Problems in Classical Physics.
- A. B. Pippard, Dynamics of Conduction Electrons, Documents on Modern Physics (Gordon & Beach, 1965).
- A. B. Pippard, The Physics of Vibration (Cambridge University Press, 2007).  (ISBN 0-521-03333-0).